# Boronia citriodora
Boronia citriodora es una especie de arbusto perteneciente a la familia de los cítricos.

## Descripción
Es un arbusto que alcanza un tamaño de menos de 1 m de altura. Las hojas son opuestas y miden 7-15 mm de largo. Las flores de color rosa aparecen entre diciembre y marzo.
Las hojas machacadas tienen olor a limón.

## Taxonomía
Boronia citriodora fue descrita por Gunn ex Hook.f. y publicado en Flora Tasmaniae 1: 68, en el año 1855.
Sinonimia
- Boronia pinnata var. citriodora (Hook.f.) Rodway[2]